# 곤충학
곤충학(昆蟲學, 영어: entomology)은 곤충을 다루는 학문으로, 용어 entomology는 곤충을 의미하는 고대 그리스어 "ἔντομον"와 학문을 의미하는 "λόγος"가 결합된 단어이다. 과거에 'insect'라는 단어가 덜 구체적이었고, 역사적으로 곤충학을 연구할 때 거미강, 다지류, 갑각류와 같은 다른 절지동물에 속하는 동물도 같이 다루었다. 또한 미국 영어에서는 곤충학을 "insectology"라고 부르지만 영국 영어에서 곤충학은 인간과 곤충의 관계를 다루는 학문에 집중한다. 현재 곤충학에 등재된 곤충은 총 130만 종이다.
곤충학을 연구하는 사람들을 곤충학자라고 부른다. 대표적인 곤충학자로는 울리세 알드로반디, 마리아 지빌라 메리안, 찰스 다윈, 블라디미르 나보코프 등이 있다.

## 역사
곤충에 관한 연구는 생물적 방제, 양봉과 같이 농업의 맥락에서 선사 시대 때부터 진행된 것으로 추정된다. 로마 제국의 철학자 가이우스 플리니우스 세쿤두스는 책 박물지에서 곤충의 종류에 대해 썼으며,  7세기 이븐 알아라비는 아랍어 구문을 설명하기 위해 "Kitāb al-Dabāb"(곤충의 책)를 짓기도 했다. 하지만 현대 과학의 관점에서의 곤충학은 16세기부터 시작되었다. 울리세 알드로반디의 《De Animalibus Insectis》(곤충에 관하여)가 1602년 볼로냐에서 출판되었는데 곤충별로 삽화를 제공하였다. 얀 스베르메담의 저서 "Natural History of Insects"에서 얀은 곤충의 장기와 탈피에 대해 묘사하였다. 1705년 마리아 지빌라 메리안이 네덜란드령 수리남에 서식하는 열대 곤충들에 관해 《Metamorphosis Insectorum Surinamensium》(수리남 곤충의 변태)라는 책을 저술했다.

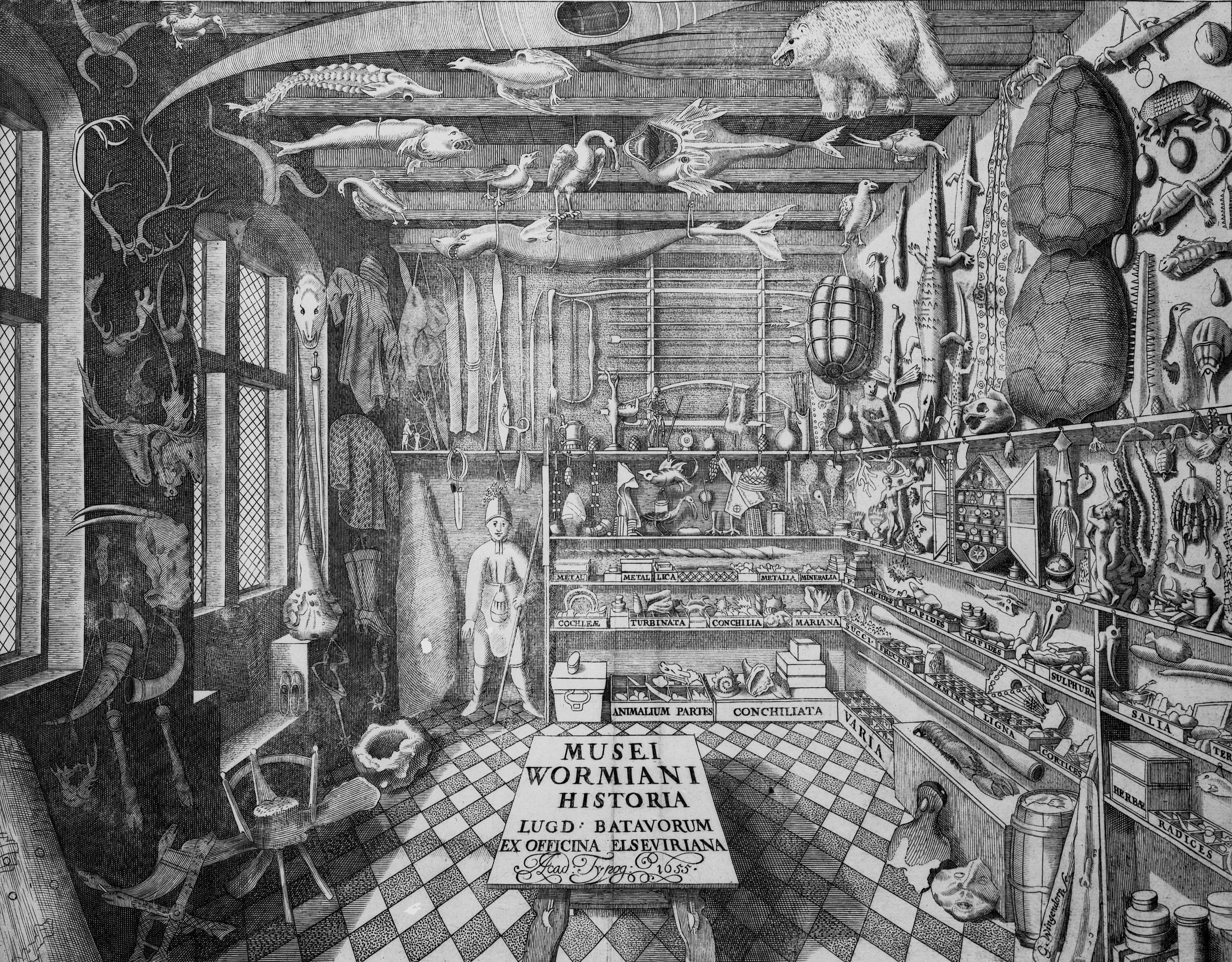
1655년 올레 뷔름의 경이의 방. 르네상스 시기 당시 진품실의 모습을 보여준다.

초기 곤충학에 대한 관심은 특히 유럽에서 진품실의 유지 및 운영과 연계되어 이루어졌다. 곤충학을 비롯한 자연과학에 대한 관심으로 18세기 중후반부터 19세기까지 유럽 및 그리고 그 식민지(에서 다양한 자연사 학회가 수립되었다. 곤충학 협회의 경우, 대표적인 예로 1872년 영국 버크셔주의 리딩에서 설립된 영국 곤충학 및 자연사 협회가 설립되었다. 한편 영국에서는 1818년 윌리엄 커비와 윌리엄 스펜스가 공동으로 저술한 "Introduction to Entomology"(곤충학개론)이 출판되었고, 1833년에는 영국에서 세계 최초로 왕립 곤충학 협회를 수립했다.
19세기에는 여러 자연과학자들이 곤충에 관해 다양한 연구를 발표했다. 찰스 다윈은 자신의 저서1862년《난초의 수분에 관하여》 를 통해 곤충을 통한 난초의 수분 메커니즘에 대해 설명하면서 식물과 곤충의 공진화에 대해 설명하려고 했다. 이 외에도 찰스 다윈은 《종의 기원》(1859), 《식충식물》(1875), 《식물의 운동 능력》(1880) 등을 통해 특정 곤충의 생태계나 곤충과 식물의 관계에 대해 분석하였다. 동시대 인물인 장앙리 파브르는 1879년부터 1907년까지 곤충의 활동과 생태계를 관찰한 뒤 서술한 《파브르 곤충기》를 집필했다.

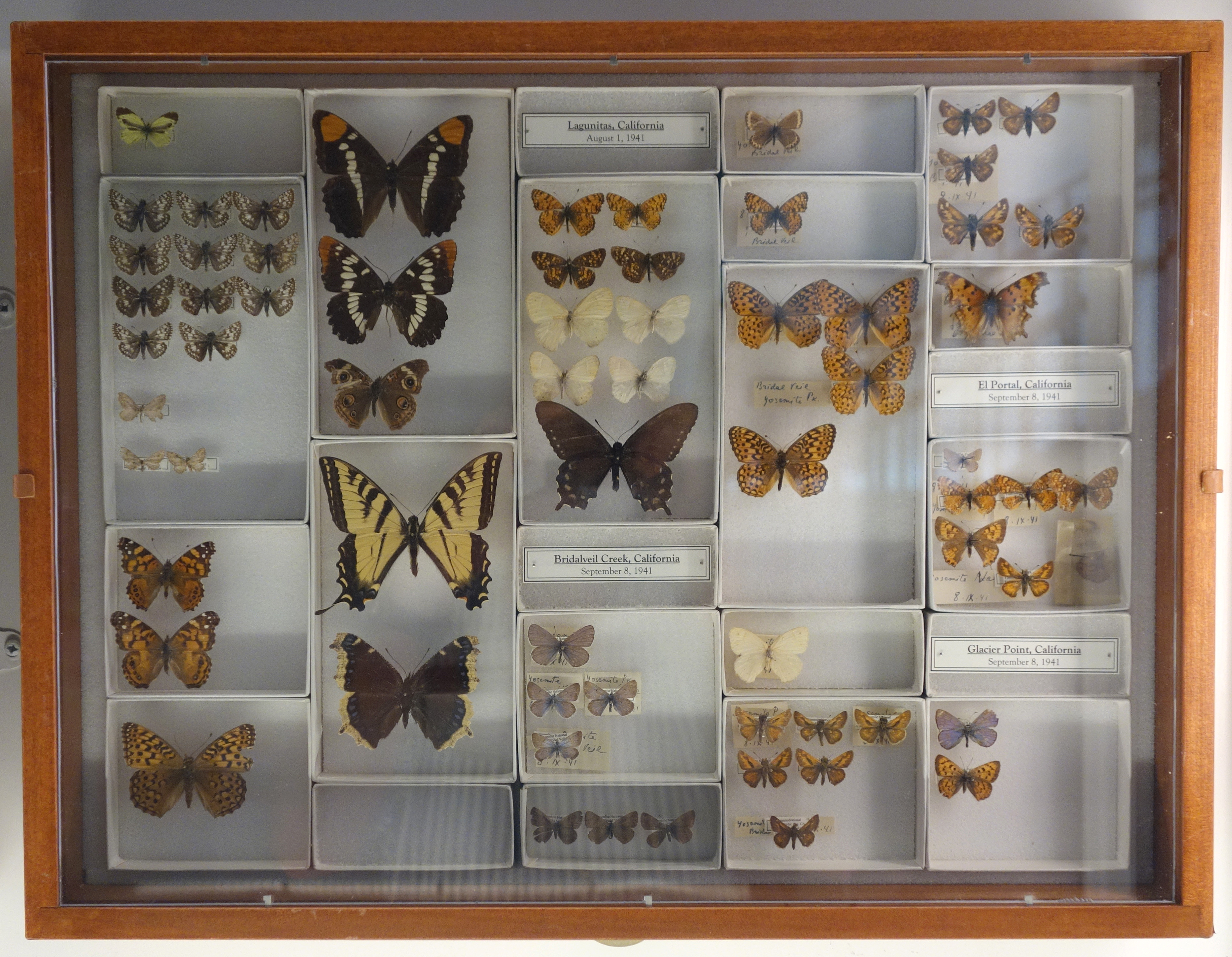
블라디미르 나보코프가 하버드 대학교에 근무할 당시 수집했던 나비 컬렉션 (1941년 8월 수집)

20세기에는 마리아 지빌라 메리안의 저서에 영향을 받은 블라디미르 나보코프가 하버드 대학교의 비교동물학 박물관에서 근무하며 연구한 수컷 나비 생식기에 관해 연구를 진행했다. 그의 수집품은 현재도 하버드 대학교 비교동물학 박물관에 남아있다. 카를 폰 프리슈는 동물행동학에 대해 연구를 진행했다.

## 같이 보기
- 곤충

## 참조

### 내용주
1. ↑  인도 제국의 경우 대영제국의 자연사학자들과 협력하여 봄베이에 자연사협회를 설립했다.[9]